# 오티스 영

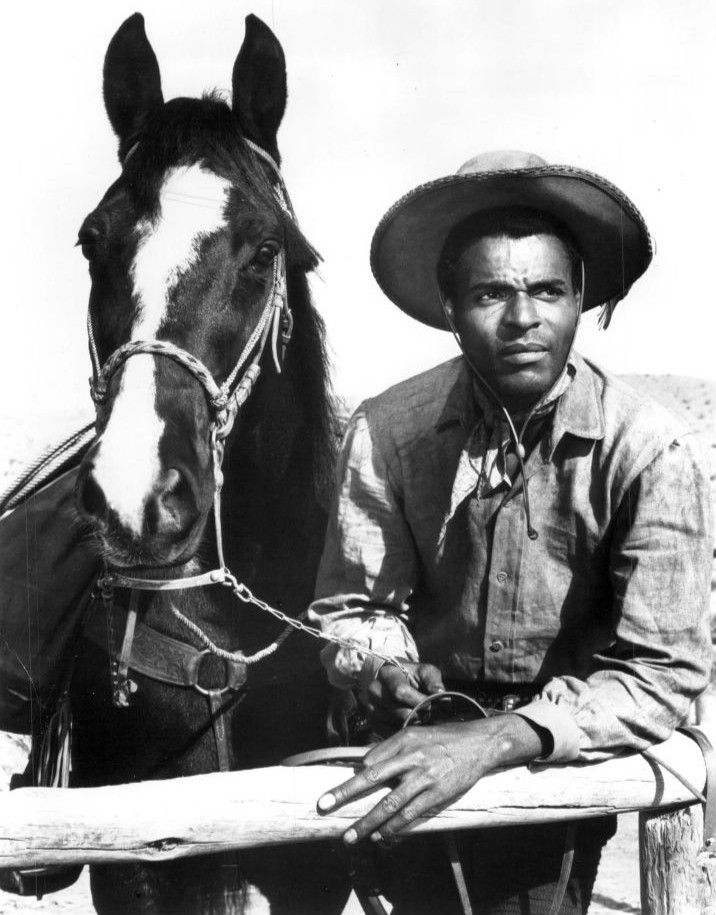

오티스 영(Otis Young, 1932년 7월 4일 ~ 2001년 10월 11일)은 미국의 배우, 텔레비전 배우, 영화배우이다.
프로비던스에서 태어났으며 로스앤젤레스에서 사망하였다. 사인은 뇌졸중이다.

## 영화
- 헐리우드 나이츠 (1980년)
- 파머즈타운 (1980년)
- 캡쳐 오브 빅풋 (1979년)
- 생존 (1976년)
- 더 클론스 (1973년)
- 마지막 지령 (1973년)